# 公明高
公明高，東周時魯國人，生卒年不詳。為曾子或孟子弟子，且可能參與了《孟子》的編寫。

## 生平
萬章曾問孟子，舜是否怨恨其父母。孟子引用公明高對其弟子長息之語，說明孝子如果得不到父母的喜悅，便會憂愁終日。